# NGC 5829
 NGC 5829  هي مجرة حلزونية تقع في كوكبة العواء (كوكبة). تتفاعل مع المجرة غير المنتظمة NGC 5829. وهما شكل زوج المجرة NGC 5829.

## وصلات خارجية
- NGC 5829 على موقع ويكي سكاي: DSS2, SDSS, GALEX, IRAS, Hydrogen α, X-Ray, Astrophoto, Sky Map, Articles and images